# Kateřina z Komárova
Kateřina z Komárova, provdaná Bechyňová z Lažan (? Komárov – 15. března 1534 Praha), byla česká šlechtična, která proslula ve své době brutálními vraždami svých poddaných a u které se nabízí srovnání s mnohem známější Alžbětou Báthoryovou.

## Život
Kateřina z Komárova pocházela z rodu Pešíků. Její rodiče byli otec Kunata Pešík a Kateřina z Vrby a měli spolu šest dětí. Kunata Pešík nechal přestavět tvrz v Komárově na rytířské sídlo a právě zde se Kateřina narodila. Už od dětství byla panovačná s rozporuplnou osobností. Již ve svých 12 letech měla vlastní služebnou, ale málokterá s ní dobře vycházela. Údajně byla hezká, ale žádný její portrét se nezachoval.
Vypráví se, že při svých vyjížďkách na koni pozorovala hezkého kováře Kryštofa, s nímž se měla i scházet, což její rodina nesla nelibě, a proto údajně rozkázala, aby se Kryštof oženil s jinou dívkou. Kateřina měla za tuto zradu Kryštofa srazit koněm. Také se vypráví, že měla být při jedné z vyjížděk na koni znásilněna, což ji muselo velice poznamenat.
Rodina se ji snažila výhodně provdat. Jejím manželem se stal Jan Bechyně z Lažan, za nímž se přestěhovala na tvrzi v Pičíně na Příbramsku. Bechyňové z Lažan byli významnějším rodem než Komárovští, proto svatba znamenala pro Kateřinu jistý společenský vzestup, zvlášť když byl její manžel roku 1529 jmenován purkrabím na Karlštejně. Manželství údajně nebylo příliš šťastné a nevzešli z něj žádní potomci. Jan Bechyně musel zastávat svůj úřad na Karlštejně, a proto správu panství vedla právě jeho žena. Pro poddané nastaly tvrdé časy, protože Kateřina za jakékoli prohřešky, a to zvláště děveček, udělovala velmi tvrdé tresty, které někteří trestaní nepřežili. Své poddané nechávala mimo jiné sadistické praktiky stahovat z kůže, nutila je, aby se bili navzájem, dala jim sypat sůl do otevřených ran. Na Pičíně panovala hrůza a obavy, kdo bude její další obětí. Stejně se chovala, i když pobývala na Karlštejně, kde měla jednu děvečku prohodit prevétem do hradního příkopu. Stejně jako lidi měla trýznit i zvířata.
Jan Bechyně z Lažan už na konci roku 1529, kdy nastoupil jako nový purkrabí, vedl soudní spor s Václavem Hájkem z Libočan, který na Karlštejně působil od roku 1529. Důvod jejich sporu není znám, ale právě na Hájkův popud se před soudem ocitla i Kateřina. Hájkovi se o Kateřině donesly zvěsti o trýznění poddaných na pičínském panství, které se rozhodl využít ve svůj prospěch. Žalobu na Hájka však podala sama Kateřina Bechyňová, která jej obžalovala za potupná a lehká slova a zpochybnila jeho svědky.

### Soud
Šetření sporu trvalo od 12. prosince 1531 do 23. ledna 1534, kdy byl vynesen rozsudek. Nejdříve se nejvyšší hejtmani zdráhali ve sporu rozhodnout. I svědci, kteří nechtěli vypovídat proti své vrchnosti, převážně vypovídali ve prospěch Kateřiny. Před tribunálem postupně vypovídalo deset žen a sedm mužů. Dne 5. ledna vypovídaly tři děvečky – Anna, dcera Šimona z Bukové, Marta, dcera Štefanova z Kotenčic, a Markéta, dcera Linhartova z Bukové. Všechny tři se shodly, že Kateřina je dobrá paní a není jí co vytknout. Ovšem Markétin otec Linhart o Kateřině prohlásil: „Toho sem svědom, že dvě děvečky snesli doluov, že zemřely v dole, ale nevím, jakú příčinou, že hodiny nebyla jedna v dole, že zemřela. Mne kázala pak synu bíti, i bil mne. A kdyby mne více bil, snad by mne, starce, také ubil. A pán snad o tom nic neví.“ Předvolán byl i Václav Bechyně z Lažan, bratr Jana Bechyně z Lažan, který sdělil, že o vraždách nic neví. Ještě další svědci vypovídali v Kateřinin prospěch, než před soudem stanul kožešník Prokop Papež. Ten žil mimo pičínské panství, takže se nemusel bát pomsty vrchnosti. Vypověděl, že Kateřina zabila jeho sestru a dceru kováře z Pičína. Konečný zvrat přinesla výpověď Blažka ze Svatého Pole a Mandy Vaňkové z Libčic, kteří usvědčili, že Kateřina zabila pannu Hedviku a že stejně zemřela i „nějaká“ Kačka.

### Rozsudek a smrt
| „                                     | V pátek před hromnicemi paní Kateřina Bechyňová odsouzena hrdla, protože několik děveček zabila; potom ji z vězení Mihulky, tak řečeného, umrlou vytáhli. | “ |
| — Paměti Mikuláše Dačického z Heslova | |   |

Soudní tribunál vynesl na české poměry neobvyklý rozsudek – paní Kateřina měla být uvězněna a ponechána ve vězení zcela svému osudu, v podstatě by se dalo hovořit o rozsudku smrti hladem. V pátek po sv. Matějovi, 27. února 1534 byla umístěna do Prašné věže (Mihulka) na Hradě v Praze a zde v březnu 1534 zemřela. Údajně ji ve věži našli s okousanými prsty, což značí, že musela před smrtí skutečně trpět. Dva dny po ní překvapivě zemřel její soudce Vojtěch z Pernštejna. To se stalo předmětem spekulací. Prý jej Kateřina „stáhla s sebou“. Kde byla Kateřina pohřbena, není známo.
Pro Jana Bechyně neměl tragický případ zločinů jeho ženy vůbec žádné následky. Znovu se oženil a měl dva syny. Po čase byl jmenován nejvyšším zemským písařem a v tomto úřadě setrval až do roku 1547, kdy zemřel.